# Booba
Booba, după numele real Elie Yaffa, este un rapper francez din Sèvres născut pe data de 9 decembrie 1976 din tată senegalez și mamă franțuzoaică. Folosește în paralel și pseudonimele B2O și B2OBA și a mai folosit, în trecut, pesudonimul Carton rose – Carton roz.

## Cariera
Și-a început cariera în 1994. În 1996, a creat alături de Ali formația Lunatic și propria casă de discuri “45 Scientific”. În 2000 lansează unicul album al formației, intitulat "Mauvais Œil" .În 2002 grupul se destramă și Booba lansează primul său album solo intitulat Temps Mort, tot la “45 Scientific”, care îl ajută să devină cunoscut publicului.
Își creează apoi propria casă de discuri Tallac records și lansează al doilea său album solo intitulat Panthéon, ce se bucură de foarte mare succes mulțumită unor melodii ca "N°10", "Avant de partir…", "Mon son" etc. În 2006 a lansat albumul Ouest Side.

## Discografie

### Albume de studio
- 2002 – Temps mort
- 2004 – Panthéon
- 2006 – Ouest Side
- 2008 – 0.9
- 2010 – Lunatic
- 2012 – Futur

### Mixaje
- 2005 – Autopsie Vol. 1
- 2007 – Autopsie Vol. 2
- 2009 – Autopsie Vol. 3
- 2011 – Autopsie Vol. 4